# حسین عبدالغنی
حسین عبدالغنی (عربی: حسين عمر عبد الغني السليماني)؛ زادهٔ ۱۱ دسامبر ۱۹۷۷ بازیکن بازنشسته فوتبال اهل عربستان سعودی است.
وی در تیم ملی فوتبال عربستان ۱۳۴ بازی انجام داده‌است و عضو این تیم در جام جهانی فوتبال ۱۹۹۸، ۲۰۰۲ و ۲۰۰۶ بوده‌است.